# Lars-Eric Janson
Lars-Eric Janson, född 9 februari 1929 i Stockholm, död 29 november 2014, var en svensk väg- och vattenbyggnadsingenjör.
Janson, som var son till bankkamrer Carl Janson och Svea Lindberg, avlade 1949 studentexamen och utexaminerades 1954 från Kungliga Tekniska högskolan, där han blev teknologie licentiat 1959, teknologie doktor 1964 och docent i vattenbyggnad 1964. Han var forskningsingenjör vid Kungliga Tekniska högskolan 1957–1964, konstruktör vid AB Vattenbyggnadsbyrån 1954–1957, var därefter konsult där innan han blev adjungerad professor i vattenförsörjnings- och avloppsteknik vid Kungliga Tekniska högskolan 1973. Han var ledamot av Väg- och vattenbyggnadsstyrelsens vatten- och avloppskommitté för forskning sedan 1962 och av diverse kommittéer för bland annat rörstandardisering. Han skrev bland doktorsavhandlingen Om tjäldjup i rörgravar (1964) och Tjäldjupet i Sverige (1967). Han invaldes som ledamot av Kungliga Ingenjörsvetenskapsakademien 1985.